# اسکویرا
شهر اسکویرا (به روسی: Сквира) در استان کیف در کشور اوکراین واقع شده‌است. جمعیت این شهر ۱۸٬۱۲۶ نفر است.